# Фламандська дорога
Фламандська дорога була торговельними шляхом, який з'єднував Любек і Ютландію з Фландрією.
Ганзейські міста: Любек, Гамбург, Бремен, Хаселюн, Девентер, Арнгайм і Неймеген, а також міста Антверпен і Брюгге сформували станції Фламандської дороги. Товари та вантаж зі Скандинавії та Ганзейських міст долали свій шлях через Фламандську вулицю до Парижу. Звичайно, сухопутний маршрут цінується[що?] між портовими містами для більшості продуктів в порівнянні з транспортуванням кораблем у випадку аварії. Транспортування зернових культур та деревини було сухопутним шляхом надто дорогим, щоб потім продати товари за доступними цінами, а дьоготь та зола були зіпсовані наземним транспортом.

## Напрямок
Фламандська дорога з Нідерландів веде від теперішнього шосе 403 в Нордгорн, а потім по шосе  через Лінген (Емс), Газелюнне, Герцлаке, Вільдесгаузен в Бремен, а звідти в Любек. Цей шлях мав величезне значення для торгівлі в Бремені, оскільки практично весь західний сухопутний транспорт перетнув Везер в Охтум поромом.

## Історія
Відомо, що Фламандська дорога існувала близько 800 років. В тому місці, де вона перетнула Хант,саксонський герцог Вейкіндін заснував Вільдесгаузен. До самого середньовіччя Фламандський шлях не був дорогою такого типу, яку могли будувати римляни, але однією з тих, яка була протягом тисячоліть і слідувала в тому ж напрямку через Гест і Марш вздовж хвойного лісу.
Замок Шлюттер, який був зруйнований в Стейндінгеркріг в 1234 році, незабаром був замінений замком Дельменгорст для захисту Фламандського шляху. Фернвег[що?] був розширений в Дельменгорст з 14-го століття. З тих пір вона проходить через центр міста (сьогодні під назвою Lange Straße). У Дельменхорст Фризький Хервег відірвався[що?] від Фламандської дороги в напрямку Ольденбурга, Остфірсленда та Гронінгена. Також Клоппенбург, де Герцог-Еріх-Вег, частину бронзового Фернвег, розташованого між Емс і Везером уздовж південного краю Емс-Хант-Гез, відступає від Фламандського шляху, та зобов'язаний своєму формуванню на цій дорозі.
Інтенсивність руху на Фламандській дорозі до 1800 року у Вільдесхаузені становила в середньому сім чотириколісних машин на день.

## Фламандська дорога(позначення в містах)
Фламандська дорога — це назва вулиці в центрі міста Кіль. Назва цієї вулиці, ймовірно, може бути пояснена тим, що фламандці прибули із заходу Айдеру до Флемхуде. Вони доставляли свої товари до фьорду, щоб потім перевезти через Балтійське море до Скандинавії. Інші автори стверджують, що вони названі на честь торговельного дому Флемінгера.
Частина далекої дороги (дорога в Кіль лише зрізає морський шлях навколо Ютландії)є з іншого боку Фламандською дорогою в місті Хюхтінг, частина Бремена. Фламандська дорога, яка проходить через центр Ластруп, розташована на трасі колишньої магістральної дороги.
У Ессені (Ольденбург) є також Фламандська вулиця. Однак ця підковоподібна вулиця розташована в десяти кілометрах на південний схід від шосе 213 і має нетиповий вигляд (старі доріжки, як правило, лежать в певному напрямку).